# Модрина (пам'ятка природи, Новоград-Волинський район)

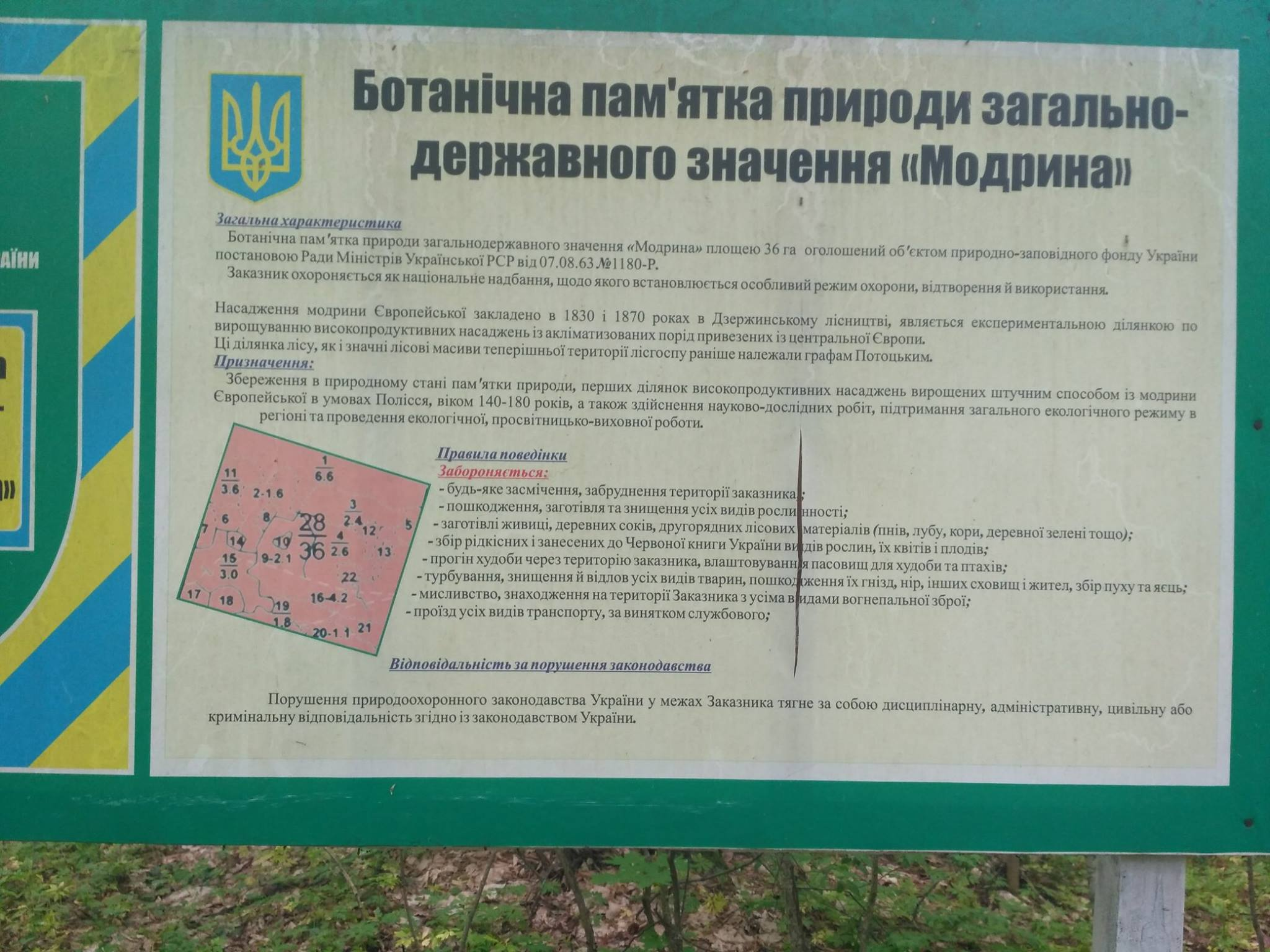
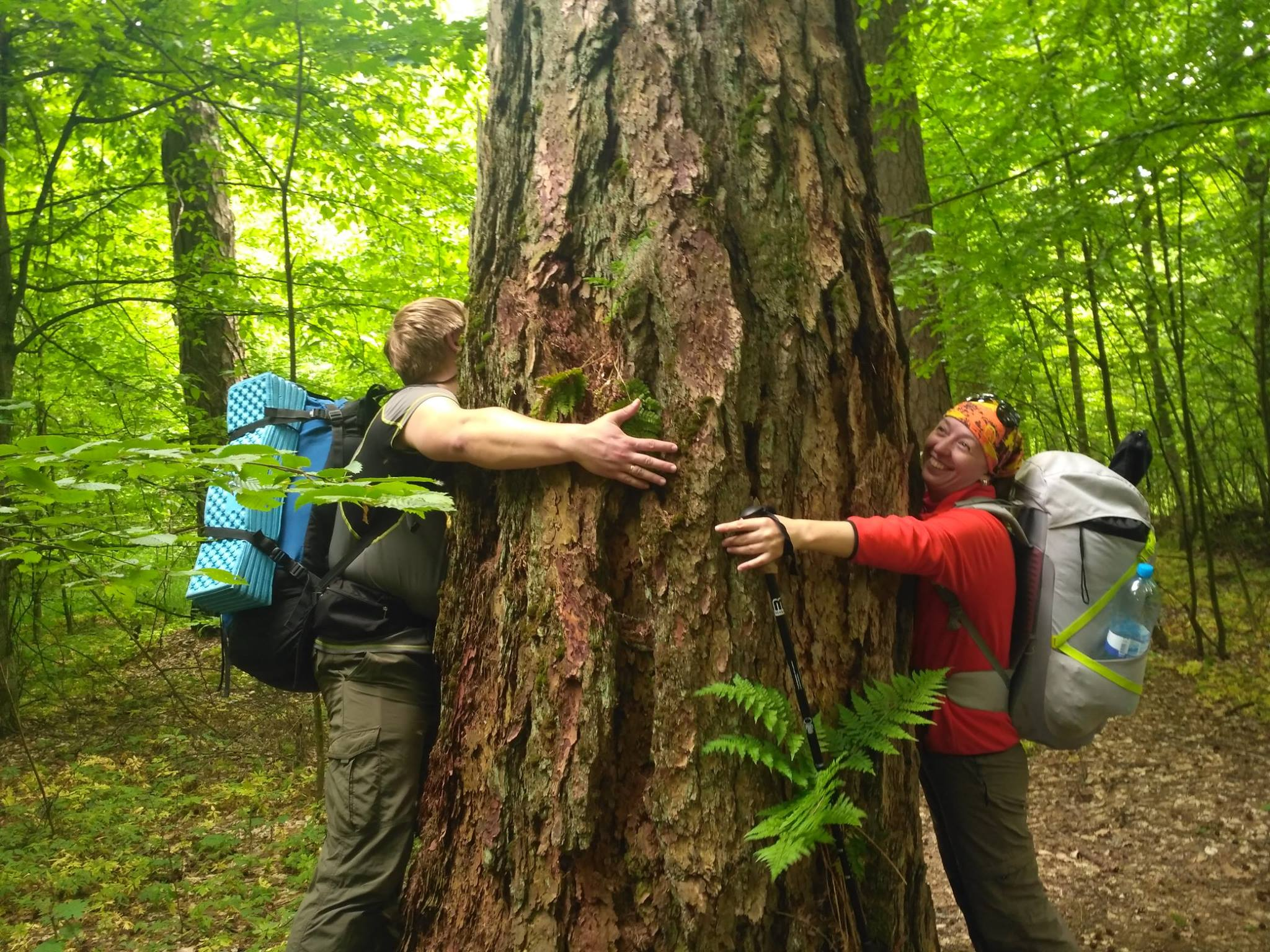
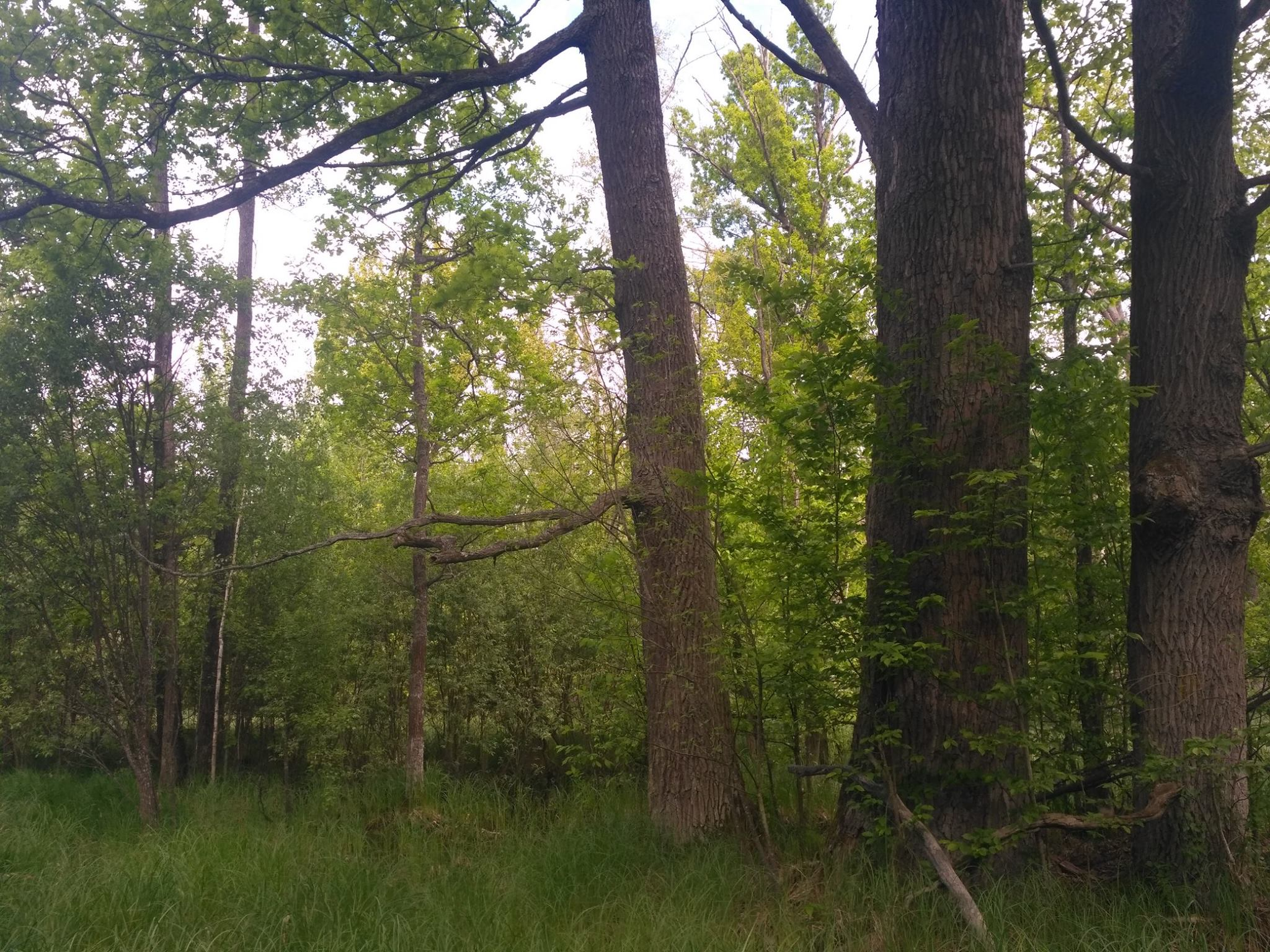
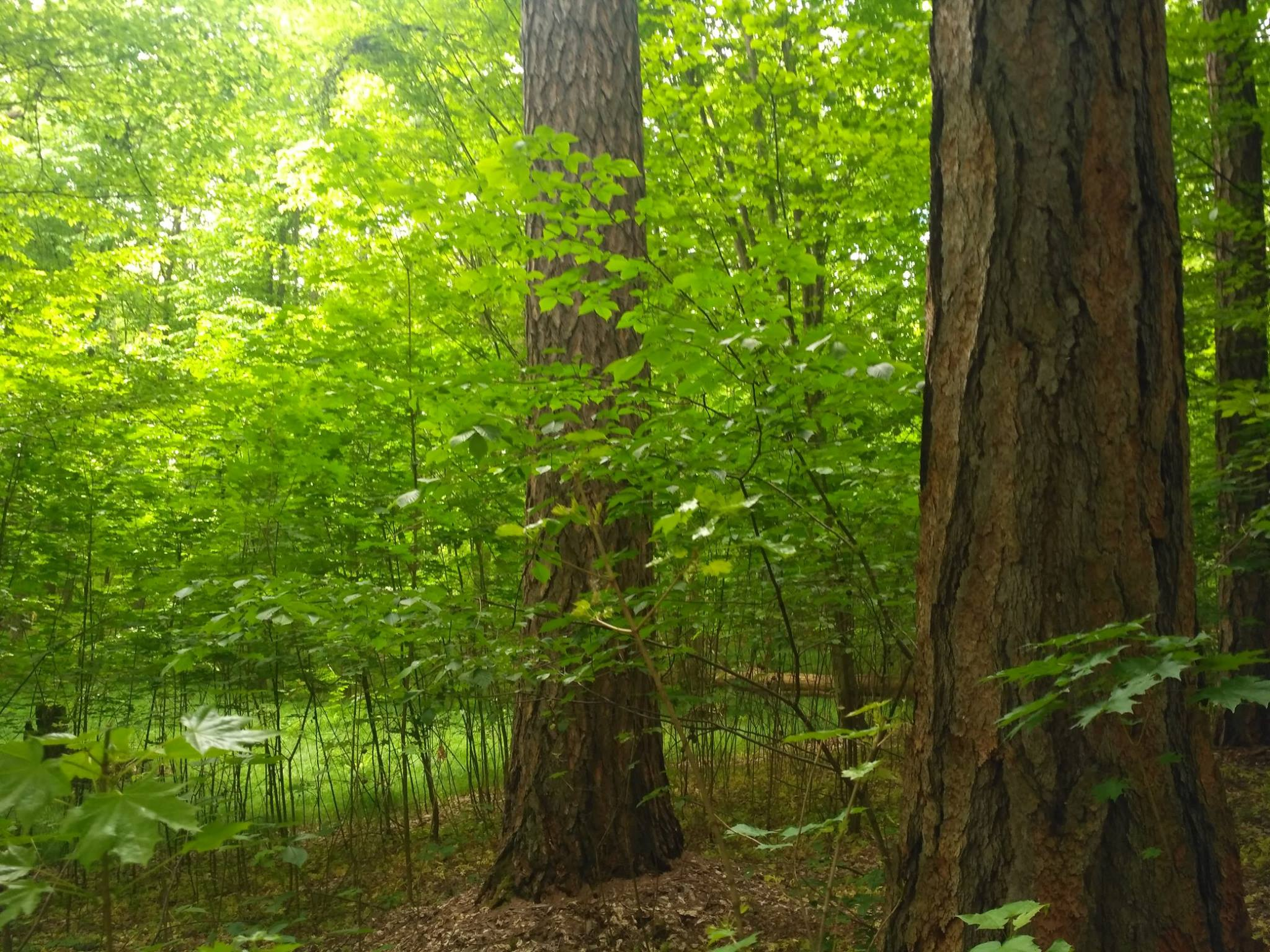

Модри́на — ботанічна пам'ятка природи загальнодержавного значення в Україні. Об'єкт природно-заповідного фонду Житомирської області. 
Розташована в межах Звягельського району Житомирської області, на південь від смт Городниця. 
Площа 36 га. Статус присвоєно згідно з розпорядженням РМ УРСР від 07.08.1963 року № 1180-Р. Перебуває у віданні ДП «Городницьке ЛГ» (Дзержинське л-во, кв. 28). 
Статус надано для збереження частини лісового масиву з насадженнями модрини європейської віком 140—180 років. Середній діаметр дерев 70—90 см, висота 48 м. Зростають також дубово-ясеневі насадження, які мають високі таксаційні показники. Подібних насаджень модрини в Україні більше ніде не існує.